# Universidade de Houston

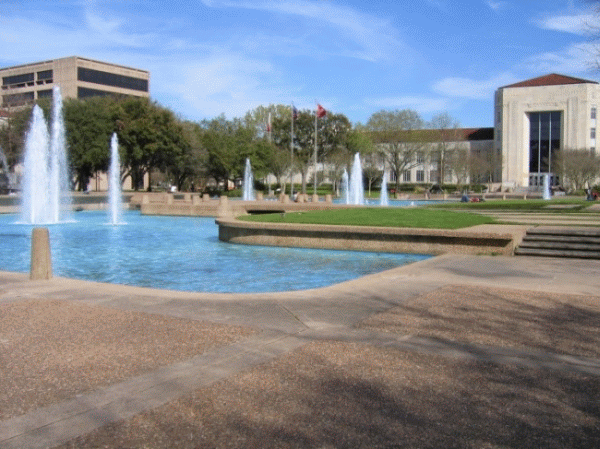
A Praça da Família Cullen, uma área central no campus onde os primeiros edifícios foram construídos

A Universidade de Houston (em inglês:  University of Houston - também designada por UH, U of H ou Houston) é uma universidade pública americana localizada na cidade de Houston, no estado do Texas. Fundada em 7 de março de 1927 como Houston Junior College, a UH é a terceira maior universidade do Texas e a 23ª maior universidade dos Estados Unidos. Estudaram em Houston, jogadores ilustres como Hakeem Olajuwon, Clyde Drexler e Elvin Hayes.